# 라반 바르 사우마

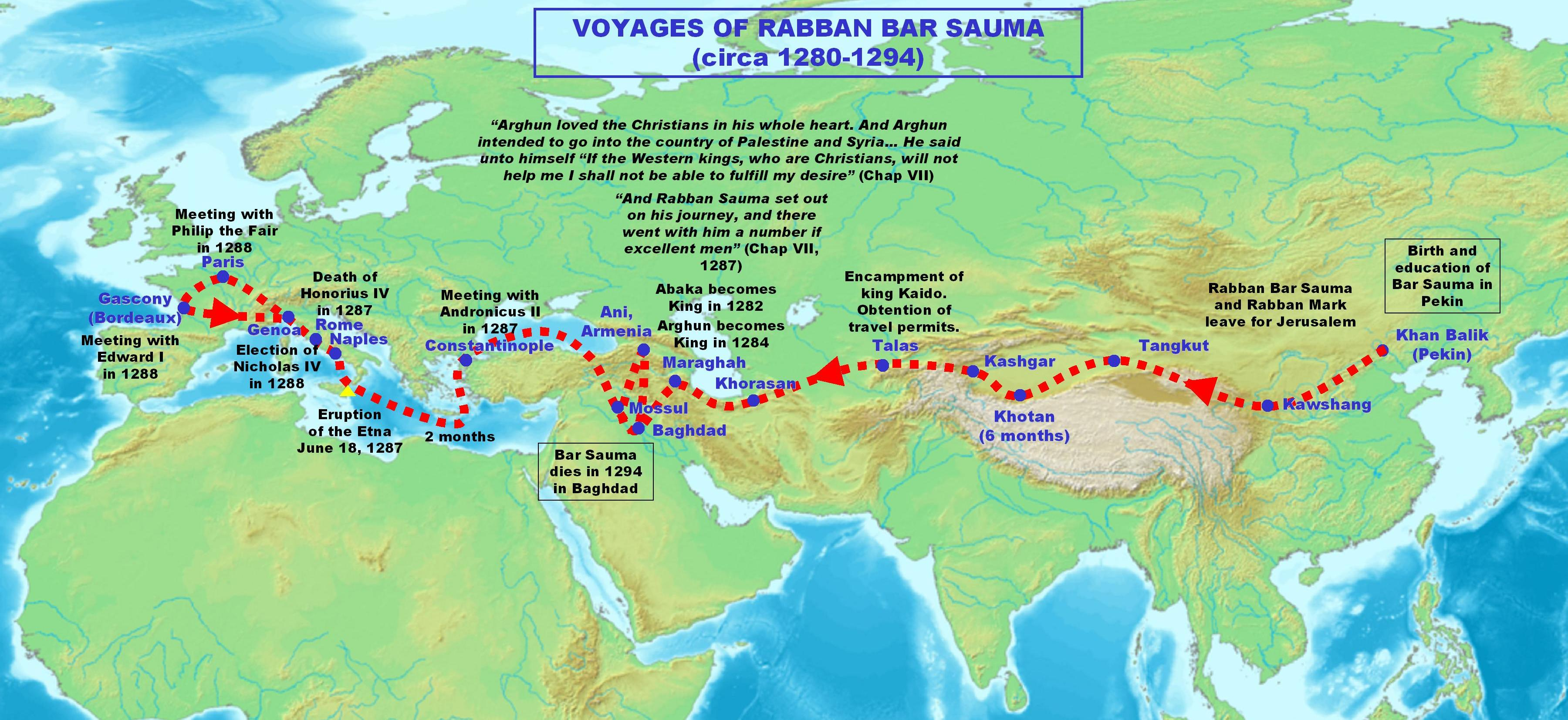
라반 바르 사우마의 여행 경로

라반 바르 사우마(1220년 경~1294년 1월)는 몽골 제국의 위구르인 혹은 옹구트 수도사이자 중국의 경교의 사절단이다. 그는 훗날 대주교 아흐발라하 3세가 되는 제자 마르코스와 같이 원나라로부터 예루살렘까지 성지 순례를 하러 간 것으로 잘 알려져 있다. 군사적 불안 때문에 예루살렘에 이르지는 못했으나 일 칸국이 통치하던 바그다드에 수 년 간 머물렀다.
마르코스는 동방교회 대주교 야흐발라하 3세가 되었고 이후에 라반 바르 사우마를 유럽으로 파견하는 몽골 측 대사로 제안했다. 라반 바르 사우마는 유럽의 군주들과 교황을 만나 프랑스-몽골 동맹을 의논했다. 사절은 성과가 없었으나 이후 바그다드에서 라반 바르 사우마는 자신의 일생에 걸친 여행을 기록했다.